# Лукас број
Не треба мешати са Лукас редовима, генеричке класе редова којима припадају Лукас бројеви.
Лукас бројеви или Лукас редови су цели бројеви редова названи по математичару Франкуису Едуарду Анатолу Лукасу (1842–91), који је проучавао оба та реда и блиско повезане Фибоначијеве бројеве. Лукас бројеви и Фибоначијеви бројеви формирају комплементарне случајеве Лукас редова.

## Дефиниција
Лукас бројеви могу бити дефинисани на следећи начин:
{\displaystyle L_{n}:={\begin{cases}2&{\text{if }}n=0;\\1&{\text{if }}n=1;\\L_{n-1}+L_{n-2}&{\text{if }}n>1.\\\end{cases}}}
Ред Лукас бројева је:
{\displaystyle 2,\;1,\;3,\;4,\;7,\;11,\;18,\;29,\;47,\;76,\;123,\;\ldots \;}(секвенца A000032 у )OEIS).

## Проширење до негативних целих бројева
Користећи Лн−2 = Лн − Лн−1, можемо проширити Лукас бројеве до негативних целих бројева да добијемо двоструки бесконачни низ:
..., −11, 7, −4, 3, −1, 2, 1, 3, 4, 7, 11, ... чланови {\displaystyle L_{n}} за {\displaystyle -5\leq {}n\leq 5} су показани).
Формула за чланове са негативним индексом у овом низу је
{\displaystyle L_{-n}=(-1)^{n}L_{n}.\!}

## Повезаност са Фибоначијевим бројевима
Лукас бројеви су повезани са Фибоначијевим бројевима идентитетима
- {\displaystyle \,L_{n}=F_{n-1}+F_{n+1}=F_{n}+2F_{n-1}=F_{n+2}-F_{n-2}}
- {\displaystyle \,L_{m+n}=L_{m+1}F_{n}+L_{m}F_{n-1}}
- {\displaystyle \,L_{n}^{2}=5F_{n}^{2}+4(-1)^{n}}, и како се {\displaystyle n\,} приближава +∞, однос {\displaystyle {\frac {L_{n}}{F_{n}}}} се приближава {\displaystyle {\sqrt {5}}.}
- {\displaystyle \,F_{2n}=L_{n}F_{n}}
- {\displaystyle \,F_{n+k}+(-1)^{k}F_{n-k}=L_{k}F_{n}}
- {\displaystyle \,F_{n}={L_{n-1}+L_{n+1} \over 5}={L_{n-3}+L_{n+3} \over 10}}

Њихова затворена формула је дата као:
{\displaystyle L_{n}=\varphi ^{n}+(1-\varphi )^{n}=\varphi ^{n}+(-\varphi )^{-n}=\left({1+{\sqrt {5}} \over 2}\right)^{n}+\left({1-{\sqrt {5}} \over 2}\right)^{n}\,,}
где је {\displaystyle \varphi } такође златни пресек. Алтернативно, како је за {\displaystyle n>1} величина чланова {\displaystyle (-\varphi )^{-n}} мања од 1/2, {\displaystyle L_{n}} је најближи цео број броју {\displaystyle \varphi ^{n}} или, еквивалентно, целобројни део {\displaystyle \varphi ^{n}+1/2}, пише се и као {\displaystyle \lfloor \varphi ^{n}+1/2\rfloor }.
Насупрот томе, како Бинетова формула даје:
{\displaystyle F_{n}={\frac {\varphi ^{n}-(1-\varphi )^{n}}{\sqrt {5}}}\,,}
имамо:
{\displaystyle \varphi ^{n}={{L_{n}+F_{n}{\sqrt {5}}} \over 2}\,.}

## Односи подударности
Ако је Фn ≥ 5 Фибоначијев број онда ниједан Лукас број није дељив  Фн.
Лn је у складу за 1 мод n ако је n прост број, али неке композитне вредности n-а такође имају ову особину.

## Лукас прости бројеви
Лукас прост број је Лукас број који је прост. Првих неколико Лукас простих бројева су -ом
2, 3, 7, 11, 29, 47, 199, 521, 2207, 3571, 9349, 3010349, 54018521, 370248451, 6643838879, ... (секвенца A005479 у ).
За ове нс су
0, 2, 4, 5, 7, 8, 11, 13, 16, 17, 19, 31, 37, 41, 47, 53, 61, 71, 79, 113, 313, 353, 503, 613, 617, 863, 1097, 1361, 4787, 4793, 5851, 7741, 8467, ... (секвенца A001606 у ).
Ако је Лн прост број онда је n или 0, прост, или степен 2. Л2м је прост број за м = 1, 2, 3, и 4 и нема више познатих вредности за м.

## Лукас полиноми
На исти начин на који су Фибоначијеви полиноми изведени из Фибоначијевих бројева, Лукас полиноми Лн(x) су полиноми реда изведени из Лукас бројева.